# ديريك واترس
ديريك واترس (بالإنجليزية: Derek Waters)‏ هو ممثل أمريكي، ولد في 30 يوليو 1979 في الولايات المتحدة.

## أعمال

### أفلام
- (2007) برازرز سولومون
- (2009) هو ليس معجبا بك فحسب[3][4]
- (2011) إجازة زوجية[5]

### مسلسلات
- أميريكان داد!
- التاريخ الثمل
- الفتاة الجديدة
- ذا ميدل

## وصلات خارجية
- ديريك واترس على موقع IMDb (الإنجليزية)
- ديريك واترس على موقع ألو سيني (الفرنسية)
- ديريك واترس على موقع أول موفي (الإنجليزية)
- ديريك واترس على موقع أول موفي (الإنجليزية)
- ديريك واترس على موقع قاعدة بيانات الفيلم (الإنجليزية)
- ديريك واترس على موقع كينوبويسك (الروسية)
- ديريك واترس على موقع كينوبويسك (الروسية)